# Succession
Succession is een Amerikaanse dramaserie die op 3 juni 2018 in première ging op HBO. De serie draait om de fictieve familie Roy, de eigenaren van een wereldwijd mediaconglomeraat. In het eerste seizoen strijden de kinderen om de macht binnen het bedrijf, terwijl de gezondheid van vader en familiepatriarch Logan Roy te wensen overlaat.
De cast bestaat onder anderen uit Hiam Abbass, Nicholas Braun, Brian Cox, Kieran Culkin, Peter Friedman, Natalie Gold, Matthew Macfadyen, Alan Ruck, Parker Sawyers, Sarah Snook, Jeremy Strong, Rob Yang, David Rasche en Fisher Stevens. Op 27 maart 2023 ging het vierde en laatste seizoen van start.

## Seizoen 1
In de eerste aflevering maakt Logan Roy bekend dat hij langer aan zal blijven als hoofd van Waystar Royco, een van de grootste mediabedrijven ter wereld. Bovendien wil hij dat zijn derde vrouw Marcia meer zeggenschap krijgt, ten koste van zijn kinderen. Dit betekent wel dat zijn beoogd opvolger, tweede zoon en voormalig drugsgebruiker Kendall Roy, langer zal moeten wachten. De kinderen moeten wel instemmen met meer zeggenschap voor Marcia. Nog voordat zij tot een besluit kunnen komen heeft Logan een beroerte en komt in een coma terecht.
Aanvankelijk komen Logans kinderen er niet uit wie tijdelijk de leiding over moet nemen. Na een lange discussie valt de keuze op Kendall, met broer Roman als zijn rechterhand. De markt heeft weinig vertrouwen in het tweetal en de aandelenkoers stort in. Tegelijkertijd blijkt dat hun vader een grote lening heeft afgesloten die het bestaan van het bedrijf bedreigt. Kendall vindt uiteindelijk een externe investeerder die een deel van de aandelen wil overnemen.
Logan Roy komt weer bij kennis en is niet blij met de keuzes van zijn zoons. Tegelijkertijd is hij nog lang niet de oude, zo plast hij de vloer onder in de kamer van zijn zoon Kendall. In de ogen van met name Kendall is zijn vader niet vernieuwend geweest en heeft niet ingespeeld op de veranderingen die sinds de opkomst van het internet hebben plaatsgevonden in het medialandschap. Zo wil Logan Roy veel geld investeren in regionale kabelzenders in plaats van online-media. Samen met broer Roman probeert Kendall zijn vader af te zetten door middel van een stemming in de Raad van Bestuur. Op het moment suprême is Kendall opgehouden in het verkeer en kan alleen telefonisch aanwezig zijn. Een bestuurslid dat met hem zou meestemmen houdt daarom de kaarten tegen de borst, ook broer Roman durft niet door te pakken. Doordat Logan toch de steun krijgt van zijn broer Ewan, met wie hij al jaren overhoopligt, staken de stemmen en kan Logan aanblijven. Kendall vertrekt uit het bedrijf en raakt weer aan de drugs.
Tijdens de bruiloft van zijn zus met Tom Wambsgans probeert Kendall voor de tweede keer de macht te grijpen door middel van een vijandelijke overname. Dit doet hij met steun van Sandy Furness, eigenaar van een rivaliserend mediabedrijf. Kendall zet zijn overnameplannen niet door wanneer zijn vader erachter komt dat hij betrokken is bij een dodelijk auto-ongeluk.
Op de achtergrond spelen verschillende ontwikkelingen. Zo probeert Greg Hirsch, de ietwat onhandige, maar toch strategisch slim opererende neef van Ewan Logan, carrière te maken binnen het bedrijf. Tom Wambsgans werpt zich - min of meer - op als zijn beschermheer. Wanneer Hirsch in diens opdracht gevoelige bedrijfsinformatie moet vernietigen maakt hij een aantal kopieën. Hij laat dat weten aan Kendall Roy wanneer deze bezig is met de vijandige overname.
Shiv Roy, Logans enige dochter en politiek adviseur, wordt via haar ex Nate Sofrelli geïntroduceerd bij de liberale presidentskandidaat Gil Eavis. Eavis heeft het op Waystar Royco voorzien. Tegelijkertijd hebben de kabelzenders van Waystar Royco het op Eavis voorzien. Eavis pusht Shiv gevoelige informatie te achterhalen waarmee hij het bedrijf kan belasteren. Via haar verloofde Tom Wambsgans komt zij het een en ander te weten. Die informatie speelt zij echter niet door aan haar baas, maar zet zij in om de aanvallen op hem vanuit het bedrijf van haar vader te stoppen. Tegelijkertijd belandt zij in een romantische affaire met haar ex Sofrelli. Dit biecht zij op aan haar verloofde Wambsgans, waarop deze Sofrelli tijdens de bruiloft wegstuurt.

## Seizoen 2
Na de mislukte poging tot een vijandige overname van zijn vaders bedrijf trekt Kendall zich terug in een herstelresort op IJsland. Amper twee dagen later wordt hij daar weggehaald om in televisie-interview te verklaren dat hij de overname niet doorzette omdat de plannen van zijn vader beter waren. Intussen krijgt Logan van zijn financieel adviseur het advies het bedrijf te verkopen. Logan vraagt zijn kinderen om hun mening, maar die zijn zeer terughoudend om iets te zeggen. Bij een persoonlijk gesprek geeft hij wel aan Shiv als opvolger te willen. Zij heeft intussen promotie gemaakt tot stafchef in het campagneteam van Eavis, maar vertrekt daar na een door haar zelf uitgelokte ruzie.
De derde aflevering staat in het teken van de overname van de rivaliserende mediagroep Pierce Global Media. Met die overname denkt Logan Roy dat zijn bedrijf zelf te groot is om overgenomen te worden. De bedrijfstop reist voor een jachttrip naar Hongarije. Ondertussen is er ook een schrijfster bezig met een boek over Logan Roy en het wordt bekend dat iemand van de bedrijfstop met haar heeft gesproken. Greg Hirsch heeft een korte ontmoeting met haar gehad en biecht dat op aan Tom Wambsgangs, maar smeekt hem dat geheim te houden. In Hongarije ondergaan Greg, Tom en Frank Vernon een vernederend ritueel omdat Logan wil weten wie de bron is. Wambsgangs zegt niets over Greg. Een dag later ontvangt Logan Roy bericht dat het inmiddels overleden bestuurslid Lester McClintock de bron was. McClintock is binnen het bedrijf beter bekend als Mo, afgeleid van MoLester, vanwege zijn seksuele escapades.
Logan ontmoet Rhea Jarrell, CEO van PGM, en biedt steeds hoger omdat hij graag het bedrijf in handen wil krijgen. In aflevering 5 brengen de Kendalls een weekend door met de Pierce-familie. De Pierces willen weten wat voor vlees zij in de kuip hebben. Ondanks wrijving lijkt het goed te komen, maar aan het einde van het weekend zet Logan de deal niet door omdat de aanvullende eisen van de Pierces te hoog zijn. Zo willen zij dat Logan publiekelijk uitspreekt dat Shiv zijn opvolger is. Logan Roy heeft dat eerder toegezegd aan zijn dochter, maar is gaan twijfelen, waardoor Shiv in het onzekere verkeerd.
In aflevering 6 komen PGM en Logan Roy toch weer dichter bij elkaar en de deal lijkt alsnog door te gaan. Een schandaal bij de afdeling-Cruiseschepen is spelbreker. Daar blijkt jarenlang sprake van misbruik te zijn geweest, wat door de bedrijfstop in de doofpot is gestopt. Voor familiehoofd Nan Pierce is dat reden de deal af te blazen. Tegelijkertijd ontslaat zij CEO Rhea Jarrell vanwege samenzwering met Logan Roy. Intussen probeert Roman Roy de Azerbeidzjaanse aristocraat Eduard Asgarov over te halen om te investeren in het bedrijf. Die heeft daar wel oren naar, als de Waystar-groep bereid is om via haar mediakanalen positief te berichten over zijn land. Roman bezoekt Azerbeidzjan, waar hij in een gijzeling belandt, maar veilig terugkeert naar de VS. Hij adviseert zijn vader af te zien van een deal met Asgarov, omdat hij alles veel te onzeker vindt.
De achtste aflevering speelt zich af in Logans geboortestad in het Schotse Dundee, waar het vijftigjarig bestaan van het bedrijf wordt gevierd. Logan wil dat Rhea Jarrell, met wie hij ook een romantische verhouding krijgt, de nieuwe CEO wordt. Zijn kinderen werken samen om dat te voorkomen, maar als het erop aankomt is niemand echt tegen. Shiv gaat ermee akkoord wanneer zij bericht ontvangt dat er een klokkenluider is die meer informatie heeft gelekt naar de pers over de schandalen bij de cruise-afdeling. Zij vertelt dat niet aan Jarrell en een dag na haar aantreden komt het nieuws naar buiten, waarop Jarrell besluit terug te treden als CEO.
Vanuit de grootste aandeelhouders wordt de wens geuit dat Logan Roy terugtreedt vanwege de schandalen. Een gesprek met Sandy Furness en diens zakenpartner Stewey Hosseini om het bedrijf te privatiseren loopt op niets uit. In plaats daarvan zoekt Logan een andere zondebok binnen het bedrijf. Shiv vraagt haar vader om haar man Tom Wambsgans te ontzien. De keuze valt uiteindelijk op Kendall Roy die zich daarbij lijkt neer te leggen. Tijdens een persconferentie is het de bedoeling dat hij de schuld op zich neemt. Op het laatste moment kiest Kendall voor een andere koers. Hij beschuldigt zijn vader en geeft aan dat hij van de schandalen wist en instemde met de zwijgcontracten. Kendall geeft aan documenten te hebben die dat bewijzen.

## Seizoen 3
Direct na Kendalls' persconferentie wijkt Logan Roy met een aantal bestuursleden uit naar Sarajevo om uitlevering te voorkomen. Logan treedt tijdelijk terug als CEO. Er ontstaat binnen de familie en belangrijkste bestuursleden een discussie wie hem moet opvolgen. Shiv werpt zich op, maar anderen vinden haar te onervaren. Gerri Kellmann wordt daarom naar voren geschoven als nieuwe CEO. Kendall werkt intussen aan zijn publieke imago en probeert tevergeefs meer bestuursleden van Waystar in zijn kamp te krijgen. Ook pogingen om zijn zus en broers aan zijn kant te krijgen lopen op niets uit.
Logan keert terug naar New York en benoemd Shiv tot hoofd van de binnenlandse afdeling van Waystar, om op die manier ook een oogje op Gerri te houden. Tegelijkertijd weigert hij mee te werken met een onderzoek van het ministerie van Justitie, en zoekt steun van de Amerikaanse president. De FBI valt uiteindelijk de kantoren van Waystar binnen.
Kendall saboteert een toespraak van Shiv voor medewerker door zijn assistent bij opkomst het nummer van Nirvana te laten draaien. Shiv neemt wraakt door een brief naar buiten te brengen, waarin twijfels worden geuit over zijn mentale staat, vanwege zijn verslavingsverleden en de slechte band met zijn kinderen. Kendall zegt op het laatste moment, kort na het verschijnen van de brief, een bezoek aan late night comedy show, die hem vaak op de korrel nam.
In opdracht van Logan zorgt Shiv dat ATN rapporteert op het Witte Huis, in de hoop dat de president ingrijpt in het onderzoek van het ministerie van Justite naar Waystar. Tom Wambsgans heeft zichzelf intussen aan Logan aangeboden als schandbok (Logan mag hem van alle schandalen de schuld geven), maar is steeds banger naar de gevangenis te gaan.
Een belangrijke investeerde in Waystar Josh Aaronson maakt zich zorgen om het conflict tussen Kendall en Logan en nodigt hen beiden uit voor een bezoek op zijn privé-eiland. Zij slagen er niet in een gezamenlijk front te presenteren. Tijdens de ontmoeting stort Logan in. Later blijkt dat hij last heeft van een urineweginfectie. Na de ontmoeting zoekt Aaronson toenadering tot Stewy Hosseini. Stewy is privéinvesteerder en een voormalige studiegenoot van Kendall. Hij heeft al eerder namens Sandy Furness geprobeerd Waystar in handen te krijgen. 
Om de jaarlijkse beleggersbijeenkomst van Waystar RoyCo zoeken zowel de facties van Logan als Kendall toenadering tot Stewy en Sandy, omdat ze zich realiseren dat als het tot een stemming komt de Roys hun meerderheidspositie kwijt raken. Logan weigert aanvankelijk Sandy's eisen, maar geeft zijn kinderen en de bedrijfstop toestemming namens hem te onderhandelen. Shiv en Sandy komen tot een deal, zonder te wachten op goedkeuring van de lichamelijk zwakke Logan. Greg Hirsch' opa, de broer van Logan, besluit, zijn aandeel weg te schenken aan Greenpeace, waardoor er niets overblijft voor Greg die hoopte op een grote erfenis.
Kendalls getuigenis voor het ministerie van Justitie verloopt voor hem slechts en zijn advocaat waarschuwt dat hij te weinig materiaal heeft o het Waystair echt lastig te maken, waarop Kendall haar ontslaat. In een privéontmoeting met Tom Wambsgans zijn zwager in zijn kamp te krijgen, maar Tom blijft loyaal aan zijn schoonvader. Romman zoekt intussen toenadering tot de extreemrechtse politicus, zeer tegen de wenst van Shiv. Logan Roy besluit Mencken te steunen in diens strijd om het presidentschap, in de hoop daarmee ook de kijkcijfers van ATN te verhogen.
Waystair krijgt niet lang na het verhoor van Kendall bericht dat het onderzoek van ministerie van Justitie waarschijnlijk zal uitmonden in een schikking. Tom Wambsgan is zeer opgelucht dat hij niet naar de gevangenis hoeft. Roy Logan probeert het streamingbedrijf GoJo in handen te krijgen, maar de CEO Lukas Matsson wil hem niet ontmoetten. Shiv en Roman gaan naar de verjaardag van Kendall en hopen daar Mattson te ontmoetten. Dat lukt en doen en Roman doet een bod van twee miljard dollar op het bedrijf, met de afspraak dat Mattson nooit direct verantwoordelijkheid zal hoeven af te leggen aan Logan Roy. Mattson lijkt geïnteresseerd. Kendall heeft intussen een mentale inzinking omdat Logan Roy hem wil uitkopen en de overdaad van zijn verjaardagsfeest. Hij stort in op het moment dat hij het cadeau voor zijn kinderen niet direct kan vinden.

## Cast

### Hoofdrollen
| Nicholas Braun    | Greg Hirsch         | 10 | 10 | 9 | 10 | 39 |
| Kieran Culkin     | Roman "Romulus" Roy | 10 | 10 | 9 | 10 | 39 |
| Matthew Macfadyen | Tom Wambsgans       | 10 | 10 | 9 | 10 | 39 |
| Sarah Snook       | Siobhan "Shiv" Roy  | 10 | 10 | 9 | 10 | 39 |
| Jeremy Strong     | Kendall Roy         | 10 | 10 | 9 | 10 | 39 |
| Alan Ruck         | Connor Roy          | 10 | 8  | 9 | 9  | 36 |
| J. Smith-Cameron  | Gerri Kellman       | 9  | 10 | 8 | 8  | 35 |
| Brian Cox         | Logan Roy           | 10 | 10 | 9 | 5  | 34 |
| Peter Friedman    | Frank Vernon        | 7  | 8  | 8 | 8  | 31 |
| David Rasche      | Karl Muller         | 7  | 5  | 8 | 8  | 28 |
| Justine Lupe      | Willa Ferreyra      | 6  | 7  | 6 | 8  | 27 |
| Dagmara Dominczyk | Karolina Novotney   | 5  | 7  | 5 | 7  | 24 |
| Hiam Abbass       | Marcia Roy          | 10 | 7  | 4 | 2  | 23 |
| Arian Moayed      | Stewy Hosseini      | 7  | 4  | 4 | 4  | 19 |
| Fisher Stevens    | Hugo Baker          |    | 5  | 6 | 8  | 19 |
| Natalie Gold      | Rava Roy            | 7  |    | 2 | 3  | 12 |
| Rob Yang          | Lawrence Yee        | 4  | 2  |   |    | 6  |

### Bijrollen
| Scott Nicholson        | Colin Stiles         | 9 | 8 | 9 | 6 | 32 |
| Juliana Canfield       | Jess Jordan          | 6 | 6 | 6 | 7 | 25 |
| Zoë Winters            | Kerry                |   | 2 | 7 | 6 | 15 |
| Ashley Zukerman        | Nate Sofrelli        | 6 | 3 | 1 | 2 | 12 |
| Alexander Skarsgård    | Lukas Matsson        |   |   | 3 | 7 | 10 |
| Swayam Bhatia          | Sophie Roy           | 4 | 1 | 4 | 1 | 10 |
| Larry Pine             | Sandy Furness        | 3 | 2 | 2 | 3 | 10 |
| Dasha Nekrasova        | Comfrey              |   |   | 9 |   | 9  |
| Annabelle Dexter-Jones | Naomi Pierce         |   | 4 | 3 | 1 | 8  |
| Jeannie Berlin         | Cyd Peach            |   | 4 | 1 | 3 | 8  |
| Harriet Walter         | Caroline Collingwood | 2 | 1 | 2 | 2 | 7  |
| James Cromwell         | Ewan Roy             | 2 | 1 | 2 | 2 | 7  |
| Eric Bogosian          | Gil Eavis            | 4 | 3 |   |   | 7  |
| Patch Darragh          | Ray Kennedy          |   | 2 | 2 | 3 | 7  |
| Zack Robidas           | Mark Ravenhead       | 1 | 1 | 3 | 2 | 7  |
| Hope Davis             | Sandi Furness        |   |   | 3 | 4 | 7  |
| Holly Hunter           | Rhea Jarrell         |   | 6 |   |   | 6  |
| Danny Huston           | Jamie Laird          |   | 6 |   |   | 6  |
| Mark Linn-Baker        | Maxim Pierce         |   | 1 | 1 | 2 | 4  |
| Pip Torrens            | Peter Munion         |   |   | 2 | 2 | 4  |
| Kristofer Kamiyasu     | Rasmus               |   |   |   | 1 | 1  |